# Mare de Déu de les Fonts
Mare de Déu de les Fonts és una capella del poble de Salitja, en el municipi de Vilobí d'Onyar (Selva), situada en un bonic paratge prop del volcà de la Crosa de Sant Dalmai, al costat de Can Joher i can Bora (o Borra). És un edifici que forma part de l'Inventari del Patrimoni Arquitectònic de Catalunya.

## Descripció

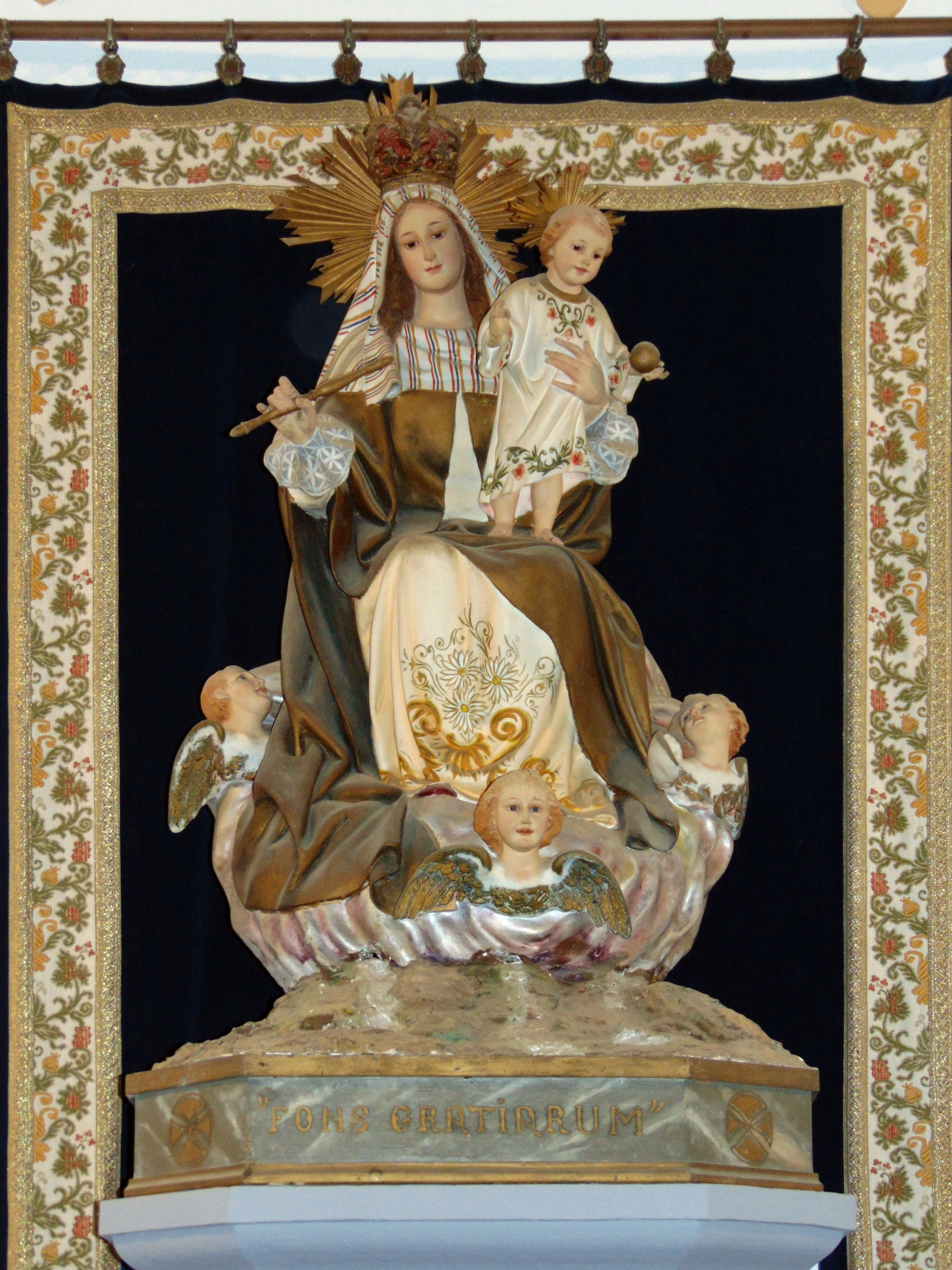
Mare de Déu de les Fonts

La capella és un temple de factura senzilla de tipus orientada a llevant. És de planta rectangular d'una sola nau amb volta de creueria i absis semicircular ben diferenciat a l'interior. Al mur de migdia té adossada una petita sagristia de planta quadrada. La façana presenta un portal adovellat amb dues finestres quadrangulars, a banda i banda, emmarcades amb pedra i un òcul al capdamunt. Per accedir a l'entrada cal salvar uns esglaons que menen una petita terrassa voltada per un petit mur. Corona l'edifici un campanar de cadireta rematat amb boles de pedra.
El parament està format per reble compost per pedra del país i en els angles trobem carreus escairats de pedra calcària. En un dels murs hi ha un escut de 40 cm amb un relleu que mostra unes tisores i un martell, del qual no en coneixem el significat. També hi ha una fornícula protegida per un vidre amb la imatge de la Verge al mur de la sagristia, que ha estat col·locada fa pocs anys.
Està dedicada a la Mare de Déu de les Fonts, advocació lligada a la deu que brolla al costat de la capella, les aigües de la qual es recullen en una bassa que antigament servia de safareig. L'any 1995 es va fer una intervenció arquitectònica que consisteix en un mur de rajol vist que envolta la bassa amb unes escales, amb barana de ferro, d'accés a la petita bassa. Hi ha una placa commemorativa amb la llegenda extreta dels Goigs de la Mare de Déu de les Fonts:" Puig ompliu de vostres dons, al devot que en vos confia, ampareu-nos mare pia, VERGE SANTA DE LES FONTS. Salitja, 3 de setembre de 1995".

## Història
Abans de 1936, l'ermita tenia dues imatges, la més petita de les quals era d'alabastre, i era la que, segons la llegenda, un bou va trobar a la font, motiu pel qual es va erigir la capella. La imatge actual data dels anys cinquanta i va ser una ofrena d'una família de la contrada. En una restauració recent, que respon al gust per la pedra vista però de poc rigor històric, el parament ha estat repicat i s'ha eliminat l'arrebossat original.